# Wang Xing (Leichtathletin)
Wang Xing (* 30. November 1986) ist eine ehemalige chinesische Leichtathletin, die sich auf den 400-Meter-Hürdenlauf spezialisiert hat.

## Sportliche Laufbahn
Erste internationale Erfahrungen sammelte Wang Xing im Jahr 2005, als sie bei den Weltmeisterschaften in Helsinki in der ersten Runde über 400 m Hürden disqualifiziert wurde. Anschließend stellte sie in Nanjing mit 54,40 s einen neuen asiatischen U20-Rekord über diese Distanz auf und gewann dann bei den Ostasienspielen in Macau in 56,54 s die Silbermedaille hinter ihrer Landsfrau Huang Xiaoxiao. 2010 nahm sie an den Asienspielen in Guangzhou teil und gewann dort in 56,76 s die Silbermedaille hinter der Inderin Ashwini Akkunji und beendete daraufhin ihre aktive sportliche Karriere im Alter von 23 Jahren.
In den Jahren 2005 und von 2008 bis 2010 wurde Wang chinesische Meisterin im 400-Meter-Hürdenlauf.

## Persönliche Bestzeiten
- 400 m Hürden: 54,40 s, 21. Oktober 2005 in Nanjing (asiatischer U20-Rekord)